# Tycomarptes inculta
Tycomarptes inculta är en fjärilsart som beskrevs av Walker 1862. Tycomarptes inculta ingår i släktet Tycomarptes och familjen nattflyn. Inga underarter finns listade i Catalogue of Life.